# Rabbinerseminar (Budapest)

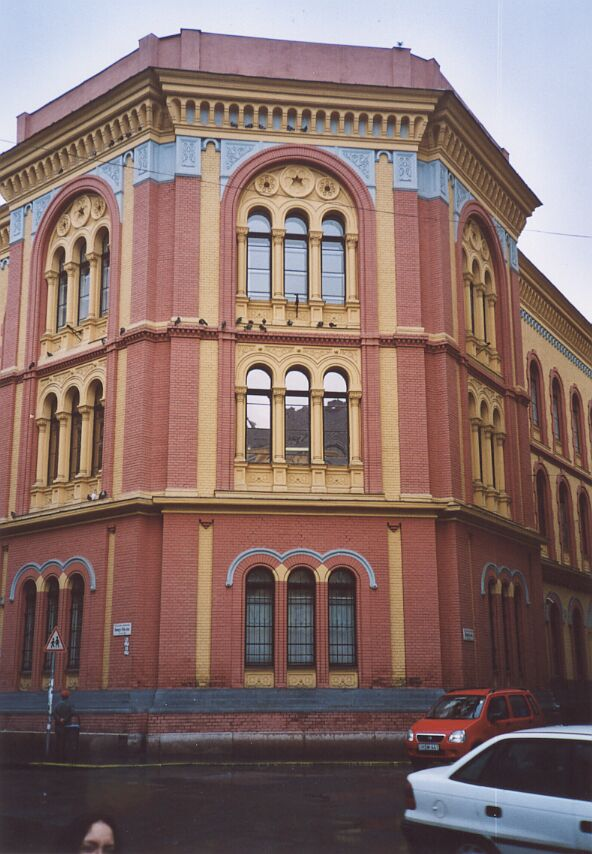
Rabbinerseminar Budapest, 2005

Das Rabbinerseminar von Budapest (Landesrabbinerschule in Budapest) wurde 1877 gegründet und ist das älteste noch existierende Rabbinerseminar der Welt. Es entstand mehrere Jahrzehnte nach der Errichtung der ersten Rabbinerseminare in Padua, Metz, Paris und Breslau, hat jedoch als einziges dieser frühen Seminare bis heute überlebt.

## Geschichte
Das Rabbinerseminar entstand im Spannungsverhältnis zwischen dem traditionellen Judentum in Mittel- und Osteuropa, das geprägt war durch die Welt des Schtetl und den aufklärerischen Strömungen des westeuropäischen Judentums (Haskala). In Ungarn trafen beide Kulturen aufeinander: Anfang des 19. Jahrhunderts waren viele Juden aus Polen nach Ungarn geflohen. Später kamen Flüchtlinge aus Deutschland, Österreich und Mähren hinzu. Wie der Judaist und Seminarabsolvent Moshe Carmilly-Weinberger schreibt, „verdichtete sich der Kampf innerhalb der jüdischen Gemeinschaften in der Frage des Rabbinerseminars“.
Die orthodoxen Rabbiner versuchten, das Rabbinerseminar zu verhindern und zogen mit einer Delegation bis zu Kaiser Franz Josef nach Wien. Franz Josef jedoch sprach sich nicht nur für die Rabbinerschule aus, sondern sorgte auch für die Finanzierung: Er gab den ungarischen Juden das Geld zurück, das Österreich ihnen 30 Jahre zuvor nach der fehlgeschlagenen Revolution von 1848 als Kriegssteuer auferlegt hatte.
1877 schließlich wurde das Seminar eröffnet.

## Anspruch
Die Abgrenzung gegenüber dem orthodoxen Judentum war eines der prägenden Merkmale. Zugleich definierte es sich als eine nationale, d. h. ungarische Einrichtung. Das Seminar verstand es deshalb als seine Aufgabe, die Assimilierung der Juden im Land zu fördern. Seine Absolventen sollten nicht nur Judaistik unterrichten. Sie sollten auch den ungarischen Patriotismus ihrer Glaubensgenossen fördern, indem sie die ungarische Sprache und Kultur unter ihnen verbreiten. Für diese besondere Geisteshaltung wurde der Ausdruck „Neologie“ geschaffen.
Die Grundidee war, die künftigen Rabbiner auch mit weltlichem Wissen vertraut zu machen. Wer am Seminar eine Rabbinerausbildung machte, musste deshalb parallel dazu an der Universität ein wissenschaftliches Studium absolvieren. Anfang des 20. Jahrhunderts beherbergte das Rabbinerseminar mit Ignaz Goldziher einen der bedeutendsten Islamwissenschaftler seiner Zeit, der allerdings nur als Lehrbeauftragter mitwirken durfte.

## Das Seminar unter der deutschen Besatzung
Am 19. März 1944 marschierten deutsche Truppen in Budapest ein. Einen Tag später wurde das Rabbinerseminar von der SS konfisziert und zum Gefängnis umfunktioniert. Von dort ließ Adolf Eichmann Tausende ungarische Juden sowie etliche politische Häftlinge in die Vernichtungslager, hauptsächlich nach Auschwitz, deportieren.
Die wertvollsten Manuskripte der Bibliothek hatte die Seminarleitung noch rechtzeitig vor dem Einmarsch in einem Kellertresor in Sicherheit gebracht. Ein großer Teil des Bestandes wiederum wurde von den Nationalsozialisten beschlagnahmt. „Adolf Eichmann stattete dem Seminar einen Besuch ab. Er begab sich direkt in die Bibliothek, verschaffte sich einen Überblick, danach verschloss er die Tür und nahm die Schlüssel mit“, schreibt Carmilly-Weinberger.
3000 Bände gelangten nach Prag, wo Eichmann im ehemaligen jüdischen Viertel das europäische Judentum in einem „Museum einer ausgestorbenen Rasse“ darstellen wollte. Erst in den 1980er Jahren wurden die Bücher im Keller des Prager Zentralmuseums wiedergefunden und 1989 nach Budapest zurückgebracht. Seitdem gilt die Bibliothek als bedeutendste jüdisch-theologische Literatursammlung außerhalb Israels.

## Nachkriegszeit
Nach dem Rückzug der Deutschen nahm das Rabbinerseminar den Betrieb wieder auf, und noch zwei Monate vor der deutschen Kapitulation öffnete es erneut seine Pforten. Doch die Zahl der Schüler reichte nicht mehr, um den Gymnasialzweig aufrechtzuerhalten. Stattdessen wurde ein Pädagogium eingerichtet, um Religions- und Hebräischlehrer auszubilden. Sie sollten sozusagen Wiederaufbauarbeit an der Basis leisten.
Trotz der Religionsfeindlichkeit der kommunistischen Führung blieb das Rabbinerseminar in Budapest am Leben – als einziges in Osteuropa. Der Preis war eine relativ starke Anpassung an die Obrigkeit. Das Religionsleben wurde staatlich gelenkt. Dafür gab es das eigens dafür geschaffene Religionsministerium, das neben anderem für die Besetzung der Rabbinerstellen in Ungarn zuständig war. Auch das Rabbinerseminar war somit vom Wohlwollen des Staats abhängig. Der Unterricht musste konform sein mit der sozialistischen Politik.
Als einzige Ausbildungsstätte für Rabbiner östlich des Eisernen Vorhangs kam Budapest in der kommunistischen Zeit eine besondere Aufgabe zu. Denn aus ganz Osteuropa, sogar aus Israel, kamen nun Studenten hierher, um eine Ausbildung zum Rabbiner oder Kantor zu machen. Sie wohnten, zum Teil mit Familie, in den kleinen spartanisch eingerichteten Internatszimmern.
Von 1950 bis zu seinem Tode 1985 amtierte Sándor Scheiber als Direktor des Rabbinerseminars, der sich durch zahlreiche Veröffentlichungen von Judaica vom Mittelalter bis zur Neuzeit einen Namen gemacht hat.

## Nach der Wende
Nach dem Ende der kommunistischen Ära konnte mithilfe von Spenden aus dem Ausland das Gebäude des Rabbinerseminars renoviert, die Bibliothek modernisiert und mit der Restaurierung der alten Bücher begonnen werden. Gegenwärtig bildet das Rabbinerseminar ausschließlich Rabbiner und Kantoren aus Ungarn aus.

## Struktur
Ursprünglich bestand das Rabbinerseminar aus einer „Unterstufe“, die die oberen Klassen des Gymnasiums umfasste, sowie einer universitären „Oberstufe“, an der die angehenden Rabbiner und Kantoren studierten.
Trotz der modernen Grundausrichtung stand die Gymnasialstufe des Seminars Schülern aus allen jüdischen Schichten offen. Auf diese Weise war es auch ärmeren Juden aus der Provinz – die oft aus orthodoxen Milieus stammten – möglich, aufgenommen zu werden. Die Abiturprüfung fand am Ende der 14. Klasse statt.
Nach dem Zweiten Weltkrieg musste die Gymnasialstufe geschlossen werden. Heute heißt das Seminar offiziell „Universität für Jüdische Studien“ und steht auch Studenten der Budapester Universität offen, die Judaistik als Nebenfach belegen möchten.

## Lehrer am Seminar
- Wilhelm Bacher
- Ludwig Blau
- Bernát Heller
- David Kaufmann
- Alexander Kohut